# Richard Sanders

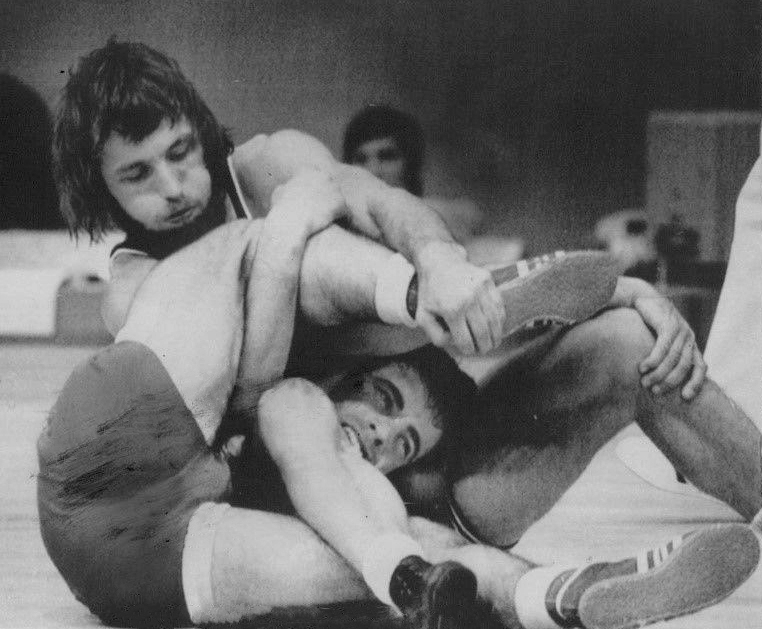
Richard Sanders (oben), mit Eduardo Maggiolo (unten) kämpfend während der Olympischen Spiele 1972

Richard J. Sanders (* 20. Januar 1945 in Lakeview, Oregon; † 18. Oktober 1972 in Skopje, Jugoslawien) war ein US-amerikanischer Ringer.

## Werdegang
Rick Sanders lernte das Ringen, wie fast alle amerikanischen Ringer auf dem College. Auch an der Portland State University, wo er anschließend studierte, setzte er das Ringen sehr erfolgreich fort. Er gewann zwischen 1965 und 1967 sieben verschiedene US-Hochschulmeisterschaften verschiedener Verbände. In dieser Zeit war er einer der wenigen Ringer, die Dan Gable, dem späteren Olympiasieger von 1972 eine Niederlage beibringen konnten. Als Neuling auf der internationalen Matte rang er 1966 erstmals bei einer Weltmeisterschaft der FILA und gewann gleich eine Medaille. Bis 1972 gehörte er dann der absoluten Weltspitze an.
Rick Sanders war ein unkonventioneller Mensch, Freidenker, langhaarig, bärtig. Er hatte seinen eigenen Trainings- und Kampfstil und galt als ein technisch hervorragender und risikobereiter Ringer. Rick Sanders kam bei einem Autounfall in Jugoslawien ums Leben, die näheren Umstände sind nicht bekannt.

## Internationale Erfolge
(OS = Olympische Spiele, WM = Weltmeisterschaft, F = Freistil, Fl = Fliegengewicht, Ba = Bantamgewicht)
- 1966, 3. Platz, WM in Toledo/USA, F, Fl, mit Siegen über László Ölveti, Ungarn, Tschimedbadsaryn Damdinscharaw, Mongolei, Chasen Jafari, Iran und unentschieden gegen Chang Chang-Sun, Nordkorea, Yasuo Katsumura, Japan und Tariel Alibegashvili, UdSSR;
- 1967, 1. Platz, Panamerikanische Spiele in Winnipeg, F, Ba, vor Moisés López, Mexiko und José Ramos, Kuba;
- 1967, 2. Platz, WM in Neu-Delhi, F, Fl, mit Siegen über Leslaw Kropp, Polen, Tapalaga, Rumänien, Oh Jung-Yong, Nordkorea, Nasar Albarjan, UdSSR und Niederlagen gegen Mohammed Ghorbani, Iran und Shigeo Nakata, Japan;
- 1968, Silbermedaille, OS in Mexiko-Stadt, F, Fl, mit Siegen über Defron, Dom. Rep., Ghorbani, Badsaryn Süchbaatar, Mongolei, Kumar, Indien, Boris Dimovski, Jugoslawien und einer Niederlage gegen Nakata;
- 1969, 1. Platz, WM in Mar del Plata, F, Ba, mit Siegen über Ivan Dinkov, Bulgarien, Castillo, Panama, Ghorbani und Yasu Genekasu, Japan;
- 1972, Silbermedaille, OS in München, F, Ba, mit Siegen über László Klinga, Ungarn, Maggiolo, Argentinien, Premnath, Indien, Iwan Schawow, Bulgarien, Hatzioannidis, Griechenland, Nicolae Dumitru, Rumänien und einer Niederlage gegen Hideaki Yanagida, Japan.

## Nationale Erfolge
Rick Sanders wurde 1970 US-Meister im Bantamgewicht, Freistil.